# Vichadero
Vichadero é uma localidade uruguaia do departamento de Rivera, a sudeste do departamento, a noroeste do Paso del Parque no arroyo Coronilla. Está situada a 131 km da cidade de Rivera, capital do departamento e a 100 km da cidade de Melo.

## Toponímia
O nome da localidade surge de uma derivação de “vichar”, já que no alto do cerro localizado aí os Charruas ficavam de sentinela para observar a chegada dos inimigos a uma longa distância.

## História
Por volta de 1900 se realizou o fracionamento dos terrenos que pertenciam ao português Felipe Contucci, esposo de María Josefa Oribe, que era irmã de Manuel Oribe, presidente do país entre 1835 e 1838. 
A localidade foi reconhecida oficialmente como povoado pela Lei 11.484 de 4 de setembro de 1950 e posteriormente em 1984 foi elevada à categoria de vila pela Lei 15.538 de 3 de Maio.
Com a criação do segundo nível administrativo (Municípios do Uruguai - Lei Nº 18567), a maioria das localidades com mais 2.000 habitantes foi transformada em município. Pela Lei Nº 18653 de 15 de março de 2010 foi instituído o município de Vichadero.

## População
Segundo o censo de 2011 a localidade contava com uma população de 3.698 habitantes.
| Variação demográfica do município entre 1963 e 2011 |
|                                                     |

## Geografia
Vichadero possui economia voltada quase que exclusivamente à pecuária e à agricultura, desenvolvida, sobretudo, por produtores rurais gaúchos dos municípios vizinhos de Bagé e Aceguá.
Vichadero possui uma Unidade Militar do "Ejército Nacional", subordinado ao Regimento de Cavalaria nº 3. A cidade conta com serviços públicos como hospital, escolas de ensino fundamental e médio, além de polícia e corpo de bombeiros. 

## Autoridades
A autoridade do município é o Conselho Municipal, sendo o alcalde ("prefeito") e quatro concejales.
Alcaldes:
| Nº | Alcalde           | Partido          | Inicio do mandato  | Fim do mandato | Observações      |
| -- | ----------------- | ---------------- | ------------------ | -------------- | ---------------- |
| 1  | Carlos Ney Romero | Partido Nacional | 9 de julho de 2010 | julho de 2015  | Alcalde eleito   |
| 1  | Carlos Ney Romero | Partido Nacional | julho de 2015      | 2020           | Alcalde reeleito |

## Esportes
A cidade de Vichadero possui uma liga de futebol afiliada à OFI, a Liga de Fútbol de Vichadero.  Na cidade se localiza o Estádio Martin Berasain.

## Geminação de cidades
A cidade de Vichadero não possui acordos de geminação com outras cidades.

## Religião
A cidade possui a Paróquia "Maria Auxiliadora", subordinada à Diocese de Tacuarembó.

## Transporte
O município possui a seguinte rodovia:
- Ruta 06, que liga Montevidéu à Paso Hospital (Fronteira Brasil-Uruguai) - e a uma estrada que continua até a cidade gaúcha de Bagé - (Arroio São Luís);
- Ruta 27, que liga o município até a cidade de Rivera.[14][15]